# ألفونسو غروسو
ألفونسو غروسو (بالإسبانية: Alfonso Grosso)‏‏ (6 يناير 1928 في إشبيلية - 11 أبريل 1995 ) كاتب، وروائي من إسبانيا.

## الجوائز
- جائزة الفاجوارا